# Marc Jung (Künstler)
Marc Jung (* 23. September 1985 in Erfurt) ist ein deutscher Künstler.

## Leben und Werk
Jung wuchs in Erfurt auf und besuchte dort das Heinrich-Hertz-Gymnasium. Von 1991 bis 2004 war er Ringer und stieg mit dem PSV Erfurt in die 2. Bundesliga der Ringer auf. Als Ausgleich zum strengen, disziplinierten Sportleralltag eines Ringers beschäftigte er sich mit der Hip-Hop-Kultur, Basketball und vor allem dem Sprayen von Graffiti. Nach Beendigung der Sportlerkarriere 2004 machte er Streetart-Projekte in Erfurt, Berlin und New York (2005/06).
Von 2006 bis 2012 absolvierte Jung ein Kunststudium an der Bauhaus-Universität Weimar. 2009/10 ging er für ein Gastsemester zu Daniel Richter an die Akademie der bildenden Künste Wien und erlangte 2012 das Diplom der Freien Kunst der Weimarer Bauhaus-Universität. Er schloss 2014 als Meisterschüler von Wolfram Adalbert Scheffler an der Hochschule für Bildende Künste Dresden seine Ausbildung ab.
Seitdem transformiert Jung als bildender Künstler seine Erfahrungen aus der Hip-Hop-Kultur in die Schaffung kraftvoller, oft radikaler Leinwandbilder, bei denen er bewusst neben Neonfarben und Sprühfarben aus der Street Art genauso Öl, Acryl und Kohle aus der traditionellen Malerei einsetzt. In einem Atelierbesuch, aufgenommen 2019 erklärt Jung exemplarisch an zwei Bildern seine schrittweise Arbeitsweise.
„Die Arbeit von Marc Jung ist charakterisiert durch einen Kampf zwischen Regeln und Anarchie, zwischen Harmonie und Zerstörung. Seine bildnerische Agenda eines gesellschaftlichen Rundumschlags enthält Reminiszenzen an Grosz und Dix, sein direkt-naiver Stil katapultiert Basquiats Ausdruck ins Hier und Jetzt. Sein Bildaufbau dekonstruiert bis hin zur Unkenntlichkeit Bacon und Velasquez.“
In seinen Arbeiten nimmt er humorvoll, ironisch und wenn notwendig, auch sehr vehement Stellung zu politischen und gesellschaftlichen Themen. Seine Bildtitel laden den Betrachter auf lustige Weise ein, sich näher mit seinen Kunstwerken zu beschäftigen, und geben oft vielschichtige Hinweise, z.B: „Ritalin Basquiatourette“ (Zusammensetzung aus Basquiat und Tourette), „Mit Kippi im Tipi“ (gemeint Martin Kippenberger).
Jungs Œuvre wird stark von autobiographischen Zügen geprägt, so machte er 2018 öffentlich, dass die Krankheitsdiagnose seines Vaters starken Einfluss auf sein künstlerisches Schaffen hat. Das Thema Aggression, das er von Anfang an in seinen Werken thematisiert, generiert sich nach eigenem Bekunden in seiner Vergangenheit als „Kampfsportler“.
2019 kuratierte er die Ausstellung: „AGGROSCHAFT, Marc Jung and The Gang“ in der Kunsthalle Erfurt, die sich dem Phänomen der zunehmenden Aggressivität in Politik und Gesellschaft widmet.  Hierzu zeigte er neben seinen eigenen Arbeiten Werke der Künstler Benedikt Braun, Ulrike Theusner, Moritz Schleime und Till Lindemann, in der Kunsthalle Erfurt.
Jung lebt und arbeitet in Erfurt und Berlin. Seine Ateliers befinden sich im Erfurter Zughafen und in Berlin-Pankow.

## Öffentliche Rezeption
2016 beauftragte Facebook Marc Jung, ihre neue Repräsentanz am Potsdamer Platz in Berlin mit einem 36 Meter langen Mural auszustatten.
Mit dem Fotografen Marco Fischer kreiert er in dem Projekt Underwaterlove Porträts prominenter Unterstützer der Organisation Viva con Agua, deren Erlös Projekte für sauberes Trinkwasser fördert.
Das Kulturmagazin des Berliner Tagesspiegel berichtete daraufhin in einer Coverstory über seine Kunst und titelte „Wird er der nächste deutsche Malerfürst?“.
Im April des Jahres 2019 gestaltete Jung im Auftrag von Montblanc innerhalb eines Tages ein 5 × 8 Meter großes Mixed Media Kunstwerk auf der Bühne des Berliner Metropoltheathers am Nollendorfplatz, Neues Schauspielhaus (Berlin-Schöneberg).
Aufgrund seiner Nähe zur Hip-Hop-Kultur findet seine Arbeit u. a. in der Musikszene große Beachtung. Axl Rose von Guns n’ Roses besitzt seine Bilder und die Band Rammstein fragte ihn wegen eines LP Covers an.
Auf Vorschlag von Luise Amtsberg, MdB entschied der Kunstbeirat des Deutschen Bundestages Jungs großformatiges Bild „Blinded by the lights“ für die Kunstsammlung des Deutschen Bundestages zu erwerben.
2020 kaufte das Bundesland Thüringen Jungs Werk „Heimatschutzministerium“, für das Foyer seiner Landesvertretung in Berlin.

## Stipendien
- 2014 Arbeitsstipendium des Thüringer Ministeriums für Bildung, Wissenschaft und Kultur[22]
- 2013 Stipendium der Kulturstiftung des Freistaats Thüringen
- 2012 Stipendium der Sparkassenstiftung Erfurt

## Öffentliche und private Sammlungen
- Kunstsammlung Jena
- Angermuseum, Erfurt
- Kunstsammlung des Deutschen Bundestages[23]

## Verschiedenes
Im Wirecard-Interview, das Jan Böhmermann für sein ZDF Magazin Royale mit Grünen MdB Danyal Bayaz auf Grund seiner Mitgliedschaft im 3. Untersuchungsausschuss der 19. Wahlperiode des Deutschen Bundestages führte, war das Bild „Power“ von Marc Jung im Büro des Abgeordneten zu sehen.

## Ausstellungen (Auswahl)
Einzelausstellungen
- 2020 „Ich leide an einer Überdosis meiner selbst“, Galerie Gerhard Hartinger, Wien
- 2019 „Marc Jung X MontBlanc // Walley030“, Neues Schauspielhaus (Berlin-Schöneberg)
- 2019 „German Dream“, Galerie Eigenheim, Berlin
- 2019 „Ultrapremium“, Lachenmann Art, Frankfurt am Main
- 2018 „Ghettosuperstar“, Kunstraum Autoteile, Berlin
- 2018 „Alle gegen alle“, Kunsthalle Arnstadt
- 2018 „Hier platzen Träume“, The XXXXX Gallery, München
- 2017 „Das war die Zukunft“, Städtische Museen Junge Kunst und Viadrina, Frankfurt Oder
- 2017 „Underwaterlove“, Millerntor Gallery, Hamburg
- 2016 „Suckerzwerg for Zuckerberg“, Mural, Facebook Office, Berlin
- 2015 Positions Berlin Art Fair: Einzelausstellung mit Christian Henkel, Hammerschmidt + Gladigau, Berlin
- 2015 „Skins“, Hammerschmidt + Gladigau, Erfurt
- 2015 „Bier Garten Eden“, Toni-Merz-Museum, Sasbach
- 2015 „Zombie Kidz In Digital Paradise“, Kunsthalle Erfurt in Kooperation mit der Galerie Waidspeicher, Erfurt
- 2015 „Pogromly / Die wollen nur spielen“, Oswaldz, Dresden[25]
- 2014 „Heart Chor“, mit Christian Henkel, Galerie I Kunsthaus Erfurt
- 2014 „Scheu und jung“, mit Il-Jin Atem Choi, Kunstverein Familie Montez, Frankfurt am Main
- 2014 „Rost in Peace“, Meeraner Kunstverein
- 2014 „Heimatsch“, Hammerschmidt + Gladigau, Erfurt
- 2013 „Ultra Braun Forever Young“ mit Benedikt Braun, Galerie I Kunsthaus Erfurt
- 2013 „Siamesische Kuckuckskinder“ mit Daniel Hoffmann, Senatssaal, Hochschule für Bildende Künste Dresden
- 2013 „Preview Berlin“ Art Fair, Solo Präsentation, Galerie I Kunsthaus Erfurt, Berlin
- 2013 „Papi Heimatschutz auf Nachtvisite“, light projection, loop 3,45min, Lange Nacht der Museen, Erfurt
- 2013 „Jung&Braun“ mit Benedikt Braun, inbox 93, Leipzig
- 2012 „Die Zuckerbrotpeitsche der Vernunft“, Galerie I Kunsthaus Erfurt
- 2012 „Juhu Baumeister ist tot auf zu OBI“, Verwaltungsgericht Weimar
- 2011 „Platinyounggoldsucker What's Wrong With You“, Galerie I Kunsthaus Erfurt
- 2010 „Piefke Power Bomb“, Galerie I Kunsthaus Erfurt
- 2009 „Mach ein Fenster draus“, Galerie I Kunsthaus Erfurt im ehem. Innenministerium, Erfurt
- 2007 „Küsse“ mit Manuel Heischel als Kunstgruppe „Nuttenkinder“, Galerie Cemara 6, Jakarta, Indonesien

Gruppenausstellungen
- 2025 6K – Künstlerische Positionen aus dem Kontor Erfurt – Gruppenausstellung René Büttner, Martin Fink, Susanna Hanna, Marc Jung, Coretta Klaue und Michal Schmidt,[26]Kultur: Haus Dacheröden Erfurt
- 2019 „Aggroschaft – Marc Jung & The Gang“ – Gruppenausstellung Marc Jung, Benedikt Braun, Ulrike Theusner, Moritz Schleime und Till Lindemann, Kunsthalle Erfurt
- 2018 „ZOOM! Junge Kunst aus Thüringen“ Mannheimer Kunstverein, Mannheim
- 2017 „Kunst gegen Rechts“ Botschaft Berlin, Uferhallen Berlin
- 2016 „Jung. Heckhoff. Orlowski“, Westpol Airspace, Leipzig
- 2014 „New Masters—so far“, Meisterausstellung, Kunsthaus Dresden
- 2014 „Was uns Trend“, Kunstraum Kreuzberg/Bethanien, Berlin
- 2014 „Lieber Künstler, zeichne mir—Part II“, Semjon Contemporary, Berlin
- 2013 „Atlas 2013“, Bundeskunsthalle, Bonn
- 2010 „Bauhaus Essentials“, marke.6, Neues Museum Weimar
- 2010 „Chroma“, Bauhaus-Universität, Weimar

## Film
- Der Weg ist der Stil. Marc Jung. MDR-Kultur, Nächste Generation